# 4669 Høder
4669 Høder è un asteroide della fascia principale. Scoperto nel 1987, presenta un'orbita caratterizzata da un semiasse maggiore pari a 2,1987767 UA e da un'eccentricità di 0,1887415, inclinata di 4,48765° rispetto all'eclittica.